# 江戸川区立西葛西小学校
江戸川区立西葛西小学校（えどがわくりつ にしかさいしょうがっこう）は、東京都江戸川区西葛西3丁目にある公立小学校。

## 沿革
- 1980年（昭和55年）
  - 4月1日 - 第三葛西小学校と第六葛西小学校の一部学区を分離し、江戸川区立西葛西小学校として開校。
  - 4月7日 - 学級数19、児童数706名でスタートした。
  - 7月2日 - 校章と校旗制定。
  - 9月1日 - 校歌「都の東」制定。
  - 11月21日 - 開校と施設完成の両記念式典挙行。
- 1981年（昭和56年）
  - 11月1日 - 土俵工事完成。
  - 11月4日 - 土俵開き挙行。
- 1984年（昭和59年）3月6日 - 壁泉流水実験場完成。
- 1986年（昭和61年）4月7日 - プレハブ校舎新設。
- 1989年（平成元年）11月7日 - 開校10周年記念式典挙行。
- 1990年（平成2年）3月17日 - タイムカプセル除幕式挙行。
- 1991年（平成3年）4月2日 - 廊下照明改修工事完了。
- 1993年（平成5年）1月29日 - 校庭軽整備完了。
- 1994年（平成6年）3月31日 - プール棟内の鉄柵補修塗装工事完了。
- 1995年（平成7年）9月19日 - 電気焼成窯設置工事完了。
- 1996年（平成8年）4月10日 - プレハブ校舎撤去工事完了。
- 1997年（平成9年）
  - 3月28日 - 投擲板と築山改修工事完了。
  - 8月29日 - 校庭軽整備完了。
- 1999年（平成11年）
  - 8月31日 - 校舎外壁と校庭の塀塗装工事完了。
  - 10月5日 - 土俵雨樋修理完了。
- 2000年（平成12年）
  - 6月26日 - 校舎1階廊下塗装完了。プールサイド、飛び込み台補修工事完了。
  - 10月24日 - 開校20周年児童集会開催。
  - 10月27日 - 開校20周年式典挙行し、祝賀会開催。
- 2002年（平成14年）4月1日 - 学区域分離を実施し、西葛西2丁目が清新第一小学校の学区に、西葛西5丁目の一部を第六葛西小学校の学区に、それぞれ分離。
- 2004年（平成16年）
  - 3月1日 - 理科室全面改修。
  - 9月 - 消火設備と防火シャッター改修。
- 2005年（平成17年）8月31日 - 第2音楽室と図書室にエアコン設置。
- 2006年（平成18年）
  - 6月1日 - 防犯カメラ設置。
  - 8月31日 - 校庭全面改修。
- 2007年（平成19年）8月31日 - 正門扉交換と給食室ガス管工事完了。
- 2010年（平成22年）8月31日 - 普通教室にエアコン設置。
- 2009年（平成21年）3月31日 - 校内LAN工事完了。
- 2010年（平成22年）11月8日 - 開校30周年式典挙行し、祝賀会開催。
- 2012年（平成24年）7月 - この月から9月まで、校舎西側トイレ全面改修工事。
- 2013年（平成25年）7月 - この月から9月まで、校舎東側トイレ全面改修工事。
- 2014年（平成26年）1月 - この月から3月まで、プール改造工事。
- 2015年（平成27年）8月 - 校舎4階普通教室塗装工事。
- 2016年（平成28年）
  - 7月 - この月から8月まで、全館LED照明工事。
  - 9月 - カヌー教室実施。
- 2017年（平成29年）3月 - エンカレッジルーム改修工事。
- 2019年（令和元年）7月 - この月から11月まで、給食室改修工事。
- 2021年（令和3年）
  - 7月 - この月から8月まで、校舎床改修工事と校舎内壁塗装工事及び校舎外壁工事が完了。
  - 11月12日 - 開校40周年式典挙行し、アトラクション開催。
  - 2025年（令和7年）11月12日-開校45周年

## 通学区域
出典
- 西葛西3丁目（全域）
- 西葛西5丁目（8番・9号）

## 進学先中学校
出典
- 江戸川区立西葛西中学校

## アクセス
- 東京メトロ東西線西葛西駅から、
  - 徒歩6分。
  - 後述の都営バス「新小21」・「臨海22」[4]の各系統に乗車し、「西葛西3丁目」停留所下車。
- 都営バス「新小21」・「臨海22」の各系統で、「西葛西3丁目」停留所下車。

## 学校周辺
- 西葛西小学校すくすくスクール - 同一建物内
- グリーンヒル西葛西 - 敷地が隣接。
- 江戸川区西葛西教育相談室 - 江戸川区道をはさんで、敷地が隣接。
- ファミリーマート西葛西小学校前店 - 江戸川区道をはさんで、敷地が隣接。
- 江戸川区立西葛西緑の丘児童遊園
- 江戸川区西葛西健康ひろば
- イオン葛西店
- 東京都道308号千住小松川葛西沖線
- 東京都道・千葉県道10号東京浦安線
- なお、学校周辺には、江戸川区立西葛西緑の丘児童遊園以外の公園やグリーンヒル西葛西以外のマンション・アパートが点在するほか、済安堂西葛西井上眼科病院などの医療機関も点在する。